# 가가번

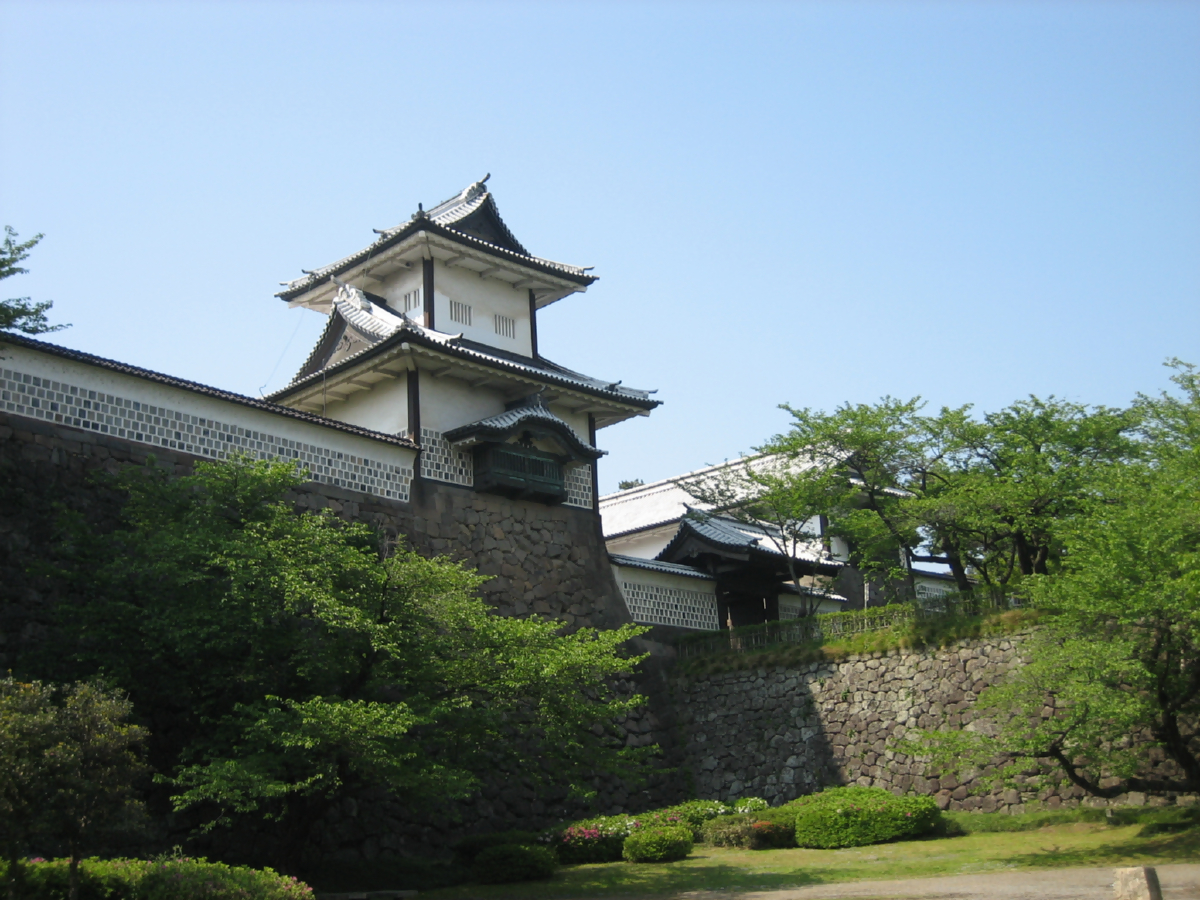
가나자와 성 이시카와 문

가가번(일본어: 加賀藩 카가한[*])은 일본 에도 시대 가가・노토・엣츄 3국을 지배했던 초대형 번으로, 그 지배 영역은 지금의 이시카와현에서 도야마현에 이르는 대부분의 지역에 속해 있었다. 일반적으로 '가가 100만 석'(일본어: 加賀百万石 가가햐쿠만고쿠[*])로 불린다. 메이지 2년(1869년)의 판적봉환으로 번의 명칭을 가나자와 번(金沢藩)으로 공식화하였다. 가가국 이시카와군(현 이시카와 현 가나자와시)에 있던 가나자와 성(金沢城)에 본거지를 두었다.
번주는 도자마 다이묘인 마에다씨(前田氏)이었으나, 도쿠가와 장군가과는 인척 관계가 강해 신판 다이묘에 가까운 지위가 주어졌고, 마쓰다이라성과 세 갈래 접시꽃(아욱잎) 무늬의 가몬을 하사받았다. 3대 번주 마에다 미쓰타카의 대부터 이후 역대 번주들은 정이대장군의 편휘(偏諱)를 하사받았다. 또, 여러 다이묘들 중에서도 102만 5천 석(영지 분할 이전에는 120만 석)의 최대 영지 규모를 자랑했고, 최종적인 관위도 종3위, 산기(参議)로, 그 가격(家格)도 고산케와 에치젠 마쓰다이라가 등의 고카몬(御家門)이 속해 있던 오로가(大廊下)급 자리에 해당하는 등 여러 가지 면에서 고산케에 가까운 대우를 받았다.

## 역대 번주
1. 마에다 도시나가(前田利長) 재위 1599년 ~ 1605년
2. 마에다 도시쓰네(前田利常) 재위 1605년 ~ 1639년
3. 마에다 미쓰타카(前田光高) 재위 1639년 ~ 1645년
4. 마에다 쓰나노리(前田綱紀) 재위 1645년 ~ 1723년
5. 마에다 요시노리(前田吉徳) 재위 1723년 ~ 1745년
6. 마에다 무네토키(前田宗辰) 재위 1745년 ~ 1746년
7. 마에다 시게히로(前田重熙) 재위 1746년 ~ 1753년
8. 마에다 시게노부(前田重靖) 재위 1753년
9. 마에다 시게미치(前田重教) 재위 1753년 ~ 1771년
10. 마에다 하루나가(前田治脩) 재위 1771년 ~ 1802년
11. 마에다 나리히로(前田斉広) 재위 1802년 ~ 1822년
12. 마에다 나리야스(前田斉泰) 재위 1822년 ~ 1866년
13. 마에다 요시야스(前田慶寧) 재위 1866년 ~ 1871년

## 지번
가가 번의 지번에는 다음이 있다.
- 도야마번
- 다이쇼지번
- 나노카이치번

## 같이 보기
- 폐번치현